# Mikroregion Quirinópolis
Die Mikroregion Quirinópolis war eine durch das IBGE (Instituto Brasileiro de Geografia e Estatística) von 1989 bis 2017 für statistische Zwecke festgelegte Region im brasilianischen Bundesstaates Goiás. Sie gehörte zur Mesoregion Süd-Goiás.

## Geographische Lage
Die Mikroregion Quirinópolis grenzte an die Mikroregionen (Mesoregionen):
- Im Norden an Südwest Goiás (Süd-Goiás)
- Im Nordosten an Meia Ponte (Süd-Goiás)
- Im Südosten an Ituiutaba und Frutal (beide in Triângulo Mineiro e Alto Paranaíba / Minas Gerais)
- Im Südwesten an die Mikroregionen Paranaíba und Cassilândia (beide in Leste de Mato Grosso do Sul / Mato Grosso do Sul)

## Gemeinden in der Mikroregion Quirinópolis
| Gemeinde       | Lage                         | Fläche (km²) | Einwohner geschätzt 2009 | BIP in 2007 (R$ 1.000,00) | Rang in GO | BIP pro Kopf (2007; R$) | Rang in GO |
| -------------- | ---------------------------- | ------------ | ------------------------ | ------------------------- | ---------- | ----------------------- | ---------- |
| Cachoeira Alta | Lage von Cachoeira Alta      | 1.654,343    | 8.235                    | 134.431                   | 70         | 16.590                  | 25         |
| Caçu           | Lage von Caçu                | 2.251,098    | 11.343                   | 97.403                    | 84         | 8.943                   | 97         |
| Gouvelândia    | Lage von Gouvelândia         | 830,770      | 4.790                    | 50.222                    | 132        | 11.143                  | 60         |
| Itajá          | Lage von Itajá (Goiás)       | 2.091,394    | 5.528                    | 50.142                    | 133        | 9.270                   | 91         |
| Itarumã        | Lage von Itarumã (Goiás)     | 3.433,619    | 5.490                    | 68.809                    | 104        | 12.890                  | 41         |
| Lagoa Santa    | Lage von Lagoa Santa (Goiás) | 458,865      | 1.346                    | 12.087                    | 240        | 9.867                   | 79         |
| Paranaiguara   | Lage von Paranaiguara        | 1.153,786    | 7.862                    | 54.183                    | 124        | 7.015                   | 150        |
| Quirinópolis   | Lage von Quirinópolis        | 3.780,173    | 39.756                   | 368.414                   | 24         | 9.679                   | 83         |
| São Simão      | Lage von São Simão (Goiás)   | 476,055      | 14.373                   | 1.083.232                 | 10         | 78.313                  | 2          |
| Total:         |                              | 16.068,103   | 98.723                   | 1.918.923                 |            | 20.179                  |            |